# Seznam škol a školských zařízení pražské arcidiecéze
Seznam škol a školských zařízení, která na území pražské arcidiecéze zřizuje či dozoruje římskokatolická církev.

## Mateřské školy
- Církevní mateřská škola Laura (Praha; zřizovatel: Kongregace Dcer Panny Marie Pomocnice)
- Církevní mateřská škola logopedická Don Bosco (Praha; zřizovatel: Arcibiskupství pražské)
- Církevní mateřská škola Radost (Kladno; zřizovatel: Arcibiskupství pražské)
- Církevní mateřská škola svatého Klimenta (Praha; zřizovatel: Arcibiskupství pražské)
- Církevní mateřská škola Srdíčko (Praha; zřizovatel: Arcibiskupství pražské)
- Církevní mateřská škola Studánka (Praha; zřizovatel: Arcibiskupství pražské)
- Katolická mateřská škola (Beroun; zřizovatel: Arcibiskupství pražské)
- Církevní mateřská škola (Kolín; zřizovatel: Arcibiskupství pražské)
- Mateřská škola svaté Voršily (Praha; zřizovatel: Českomoravská provincie Římské unie řádu svaté Voršily)

## Základní školy
- Církevní základní škola logopedická Don Bosco a mateřská škola logopedická (Praha; zřizovatel: Arcibiskupství pražské)
- Veselá škola (ZŠ a ZUŠ; Praha; zřizovatel: Arcibiskupství pražské)
- Základní škola Maltézských rytířů (Kladno, České velkopřevorství Suverénního řádu maltézských rytířů)
- Základní škola svaté Voršily (Praha; zřizovatel: Českomoravská provincie Římské unie řádu svaté Voršily)

## Střední školy
- Arcibiskupské gymnázium v Praze (zřizovatel: Arcibiskupství pražské)
- Církevní střední zdravotnická škola Jana Pavla II. (Praha; zřizovatel: Arcibiskupství pražské)
- Dívčí katolická střední škola (Praha; zřizovatel: Arcibiskupství pražské)
- Dívčí katolická střední škola a mateřská škola (Kolín; zřizovatel: Arcibiskupství pražské)
- Dvouletá katolická střední škola (Praha; zřizovatel: Kongregace Dcer Panny Marie Pomocnice)
- Křesťanské gymnázium (Praha, zřizovatel: Arcibiskupství pražské)
- Střední odborná škola sociální svaté Zdislavy (Praha; Česká provincie Kongregace Dcer božské lásky)

## Vyšší odborné školy
- Jabok - Vyšší odborná škola sociálně pedagogická a teologická (Praha, zřizovatel: Salesiáni Dona Bosca)
- Svatojánská kolej - vyšší odborná škola pedagogická (Beroun, zřizovatel: Arcibiskupství pražské)
- Vyšší odborná škola publicistiky (Praha, zřizovatel: Arcibiskupství pražské)
- Vyšší odborná škola zdravotnická Suverénního řádu maltézských rytířů (Praha, České velkopřevorství Suverénního řádu maltézských rytířů)

## Vysoké školství
- Katolická teologická fakulta Univerzity Karlovy (dozoruje arcibiskup pražský)

## Ostatní školská zařízení
- Arcibiskupský kněžský seminář (Praha) (zřizovatel: Arcibiskupství pražské)
- Katolický domov studujících (Praha, zřizovatel: Česká kongregace sester dominikánek)
- Křesťanská pedagogicko-psychologická poradna (Praha, zřizovatel: Arcibiskupství pražské)
- Křesťanský domov mládeže a školní jídelna u sv. Ludmily (Praha, zřizovatel: Česká provincie Kongregace školských sester řádu svatého Františka)